# إبراهيم بن أحمد الشيوي الدسوقي
إبراهيم بن أحمد الشيوي الدسوقي الشافعيّ، طبيب من مصر، ولد بمدينة دسوق شمال مصر. ألف منظومة شعرية في الطب سماها "مُغنية المعاني صناعة الطب"، وتتكون من حوالي 2000 بيت. وفرغ من تنظيمها حوالي سنة 1204 هـ (بين عاميّ 1789 و1790 م).